# Palinuro (Centola)
Koordinaten: 40° 2′ N, 15° 17′ O

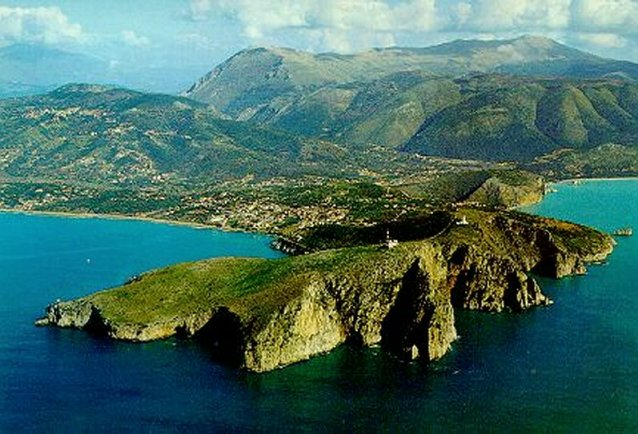
Cap von Palinuro

Palinuro ist ein italienischer Küstenort im Cilento mit etwa 1200 Einwohnern. Er ist ein Ortsteil der Gemeinde Centola in der Provinz Salerno (Kampanien).
Der Ort liegt auf 5 m s.l.m., die Postleitzahl ist 84051, und die Vorwahl ist (+39) 0974. Das Demonym für die Einwohner ist Palinuresi.

## Geschichte

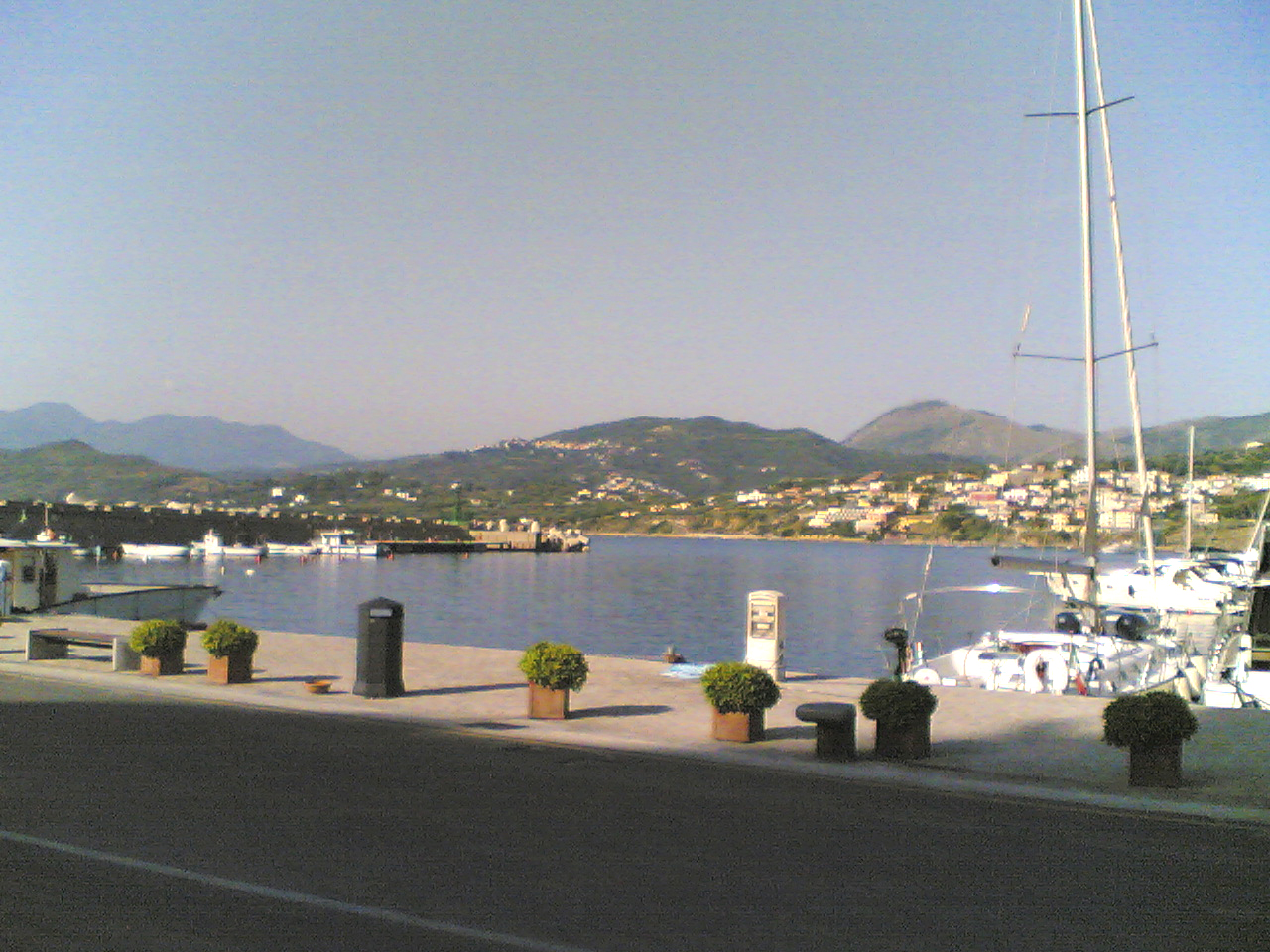
Ansicht vom Hafen

Bis in die 1970er-Jahre bestand der Ort lediglich aus ein paar Häusern. Heute ist Palinuro ein quirliges kleines Seebad mit einem mittelalterlichen Schloss (Castello di Molpa, 15. Jahrhundert) sowie einem Jachthafen  und den Grotten, die das Meer in unermüdlicher Arbeit im Laufe der Zeit in den Felsen des Capo di Palinuro hineingearbeitet hat.

## Geografie
Palinuro ist ein Ortsteil von Centola. Er liegt nördlich des Felsvorsprunges Cap von Palinuro in einer kleinen Bucht. Seit 1991 ist der Ort Bestandteil des Nationalpark Cilento und Vallo di Diano sowie Mitglied der Costiera Cilentana.

## Sport
Der Ort war 1980 Ankunftsort des Giro d’Italia.

## Legende
Der für die Seefahrt wichtigste Orientierungspunkt in der Gegend (Golf von Salerno, Golf von Policastro) ist die ins Meer ragende Felsennase von Capo di Palinuro. Dass dies schon sehr lange so ist, belegt die Darstellung Vergils im 5. Buch der Aeneis: Als Aeneas in Seenot geriet und schließlich die felsige Nase der Küste sichtete, fiel sein Steuermann, Palinurus, in einen tiefen Schlaf und stürzte ins Meer. Sein weiteres Schicksal wird im 6. Buch beschrieben: Palinurus trieb drei Tage auf dem mitgerissenen Ruder übers Meer und strandete schließlich an der Küste von Lukanien. Kaum glaubte er sich gerettet, wurde er von den Bewohnern der Gegend erschlagen. Dann gab man dem Felsen seinen Namen.